# العفو (أسماء الله الحسنى)
العفو هو اسم من أسماء الله الحسنى، على وزن فعول بصيغة المبالغة، ومعناه :الذي يمحو السيئات، ويتجاوز عن المعاصي، وهو قريب من اسم الغفور.

## في القرآن الكريم
قد ورد في القرآن الكريم ستة مرات:
- في قوله تعالى: ﴿فَامْسَحُوا بِوُجُوهِكُمْ وَأَيْدِيكُمْ إِنَّ اللَّهَ كَانَ عَفُوًّا غَفُورًا﴾ سورة النساء:43
- وفي قوله: ﴿فَأُولَئِكَ عَسَى اللَّهُ أَنْ يَعْفُوَ عَنْهُمْ وَكَانَ اللَّهُ عَفُوًّا غَفُورًا﴾ سورة النساء:99
- وفي قوله: ﴿إِنْ تُبْدُوا خَيْرًا أَوْ تُخْفُوهُ أَوْ تَعْفُوا عَنْ سُوءٍ فَإِنَّ اللَّهَ كَانَ عَفُوًّا قَدِيرًا﴾ سورة النساء:149
- وفي قوله: ﴿ذَلِكَ وَمَنْ عَاقَبَ بِمِثْلِ مَا عُوقِبَ بِهِ ثُمَّ بُغِيَ عَلَيْهِ لَيَنْصُرَنَّهُ اللَّهُ إِنَّ اللَّهَ لَعَفُوٌّ غَفُورٌ﴾ سورة الحج:60 .
- وفي قوله: ﴿وَإِنَّهُمْ لَيَقُولُونَ مُنْكَرًا مِنَ الْقَوْلِ وَزُورًا وَإِنَّ اللَّهَ لَعَفُوٌّ غَفُورٌ﴾ سورة المجادلة:2
- وفي قوله:﴿وَإِنْ تَعْفُوا وَتَصْفَحُوا وَتَغْفِرُوا فَإِنَّ اللَّهَ غَفُورٌ رَحِيمٌ﴾ [التغابن:14].

## في السنة النبوية
- عن عائشة أنها قالت: «قلت: يَا رَسُولَ اللهِ أَرَأَيْتَ إِنْ وَافَقْتُ لَيْلَةَ الْقَدْرِ مَا أَدْعُو؟، قَالَ" تَقُولِينَ: «اللهُمَّ إِنَّكَ عَفُوٌّ تُحِبُّ الْعَفْوَ فَاعْفُ عَنِّي»» [3]
- عن أبي بكر قال:« قام رسول الله على المنبر ثم بكى، فقال: سلوا الله العفو والعافية، فإن أحدًا لم يعط بعد اليقين خيرًا من العافية» [4]
- عن عبد الله بن عمر قال:«لم يكن رسول الله يدع هؤلاء الدعوات حين يمسي وحين يصبح «اللهم إني أسألك العفو والعافية في الدنيا والآخرة، اللهم إني أسألك العفو والعافية في ديني ودنياي وأهلي ومالي، اللهم استر عوراتي وآمن روعاتي واحفظني من بين يدي ومن خلفي وعن يميني وعن شمالي ومن فوقي وأعوذ بك أن أغتال من تحتي»[5]

## الأقوال في معناه

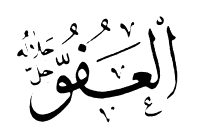
تخطيط اسم الله العفو

- قال ابن جرير الطبري:[6]«﴿إِنَّ اللَّهَ كَانَ عَفُوًّا﴾ سورة النساء:43، أي: إن الله لم يزل عفوًا عن ذنوب عباده، وتركه العقوبة على كثير منها ما لم يشركوا به»
- قال السعدي:[7]«العَفْوُّ، الغَفور، الغَفَّار الذي لم يزل، ولا يزال بالعفو معروفًا، وبالغفران والصفح عن عباده موصوفًا، كل أحدٍ مضطرٌ إلى عفوه ومغفرته، كما هو مضطرٌ إلى رحمته وكرمه، وقد وعد بالمغفرة والعفو لمن أتى بأسبابها، قال تعالى: ﴿وَإِنِّي لَغَفَّارٌ لِمَنْ تَابَ وَآَمَنَ وَعَمِلَ صَالِحًا ثُمَّ اهْتَدَى﴾ سورة طه:82»
- قال الزجاج:[8] «والله تعالى عفوٌّ عن الذنوب، تاركٌ العقوبة عليها»
- قال الخطابي:[9] «العَفْوُّ: الصَّفحُ عن الذنوب، وتركُ مُجازاة المسيء»
- قال الحليمي:[10] «العَفْوُّ، معناه: الواضعُ عن عباده تَبِعَات خطاياهم وآثارهم، فلا يستوفيها منهم، وذلك إذا تابوا واستغفروا، أو تركوا لوجهه أعظم مما فعلوا، فيُكفِّر عنهم ما فعلوا بما تركوا، أو بشفاعة من يشفع لهم، أو يجعل ذلك كرامة لذي حرمة لهم به، وجزاء له بعمله»
- قال ابن القيم في النونية:[2]

### الفرق بين العفو والمغفرة
قيل أن العفو أبلغ من المغفرة، وممن قال ذلك:
- قال الغزالي:[11]«العَفْوُّ: هو الذي يمحو السيئات ويتجاوز عن المعاصي وهو قريب من الغَفور ولكنه أبلغ منه، فإن الغفران ينبيء عن الستر والعفو ينبيء عن المحو والمحو أبلغ من الستر»
- قال محمد منير الدمشقي في الإتحافات السنية:[12]«العفو في حق الله تعالى عبارة عن إزالة آثار الذنوب بالكلية فيمحوها من ديوان الكرام الكاتبين، ولا يطالبه بها يوم القيامة، وينسيها من قلوبهم، لئلا يخجلوا عند تذكيرها، ويثبت مكان كل سيئة حسنة، والعفو أبلغ من المغفرة، لأن الغفران يشعر بالستر، والعفو يشعر بالمحو، والمحو أبلغ من الستر.»